# Asterina prataprajii
Asterina prataprajii är en svampart som beskrevs av Hosag., P.J. Robin & Archana 2010. Asterina prataprajii ingår i släktet Asterina och familjen Asterinaceae.   Inga underarter finns listade i Catalogue of Life.